# Outcast: Opętanie (komiks)
Outcast: Opętanie (tytuł oryginalny: Outcast) – amerykańska seria komiksowa autorstwa Roberta Kirkmana (scenariusz) i Paula Azacety (rysunki), ukazująca się jako miesięcznik od czerwca 2014 do kwietnia 2021 nakładem Image Comics. Po polsku ukazała się w sześciu tomach zbiorczych nakładem wydawnictwa Mucha Comics.

## Fabuła
Utrzymana w konwencji horroru seria opowiada o Kyle’u Barnesie, którego bliscy zostali w czasie jego dzieciństwa opętani przez demony. Jako dorosły z pomocą księdza próbuje zrozumieć, co w rzeczywistości przytrafiło się jego rodzinie.

## Tomy zbiorcze
| Tom | Tytuł i rok wydania polskiego           | Tytuł i rok wydania oryginalnego | Zeszyty zawarte w tomie | Uwagi |
| --- | --------------------------------------- | -------------------------------- | ----------------------- | --- |
| 1   | Otacza go ciemność (2016)               | A Darkness Surrounds Him (2015)  | Outcast #1–6            | |
| 2   | Bezkresne, nieprzebyte zgliszcza (2017) | A Vast and Unending Ruin (2015)  | Outcast #7–12           | |
| 3   | Światełko (2017)                        | This Little Light (2016)         | Outcast #13–18          | |
| 4   | Pod diabelskim skrzydłem (2018)         | Under Devil's Wing (2017)        | Outcast #19–24          | |
| 5   | Nowa ścieżka (2019)                     | The New Path (2017)              | Outcast #25–30          | W polskiej wersji oba tomy ukazały się w wydaniu zbiorczym pt. Outcast: Opętanie. Tom 5: Inwazja (2019). |
| 6   | Inwazja (2019)                          | Invasion (2018)                  | Outcast #31–36          | W polskiej wersji oba tomy ukazały się w wydaniu zbiorczym pt. Outcast: Opętanie. Tom 5: Inwazja (2019). |
| 7   | Ciemność narasta (2021)                 | The Darkness Grows (2019)        | Outcast #37–42          | W polskiej wersji oba tomy ukazały się w wydaniu zbiorczym pt. Outcast: Opętanie. Tom 6: Scaleni (2021). |
| 8   | Scaleni (2021)                          | The Merged (2021)                | Outcast #43–48          | W polskiej wersji oba tomy ukazały się w wydaniu zbiorczym pt. Outcast: Opętanie. Tom 6: Scaleni (2021). |

## Adaptacja telewizyjna
Na podstawie komiksu powstał amerykański serial telewizyjny Outcast: Opętanie, emitowany w Stanach Zjednoczonych od 3 czerwca 2016 roku przez stację Cinemax, a w Polsce od 4 czerwca 2016 roku na kanale Fox Polska.